# Phrynops tuberosus
Espèce
Synonymes
- Platemys tuberosa Peters, 1870

Phrynops tuberosus est une espèce de tortue de la famille des Chelidae.

## Répartition
Cette espèce se rencontre :
- au Venezuela dans l'État de Bolívar ;
- au Brésil dans l'État du Roraima ;
- au Guyana.

## Publication originale
- Peters, 1870 : Über Platemys tuberosa, eine neue Art von Schildkröten aus British-Guiana. Monatsberichte der königlichen Akademie der Wissenschaften zu Berlin, vol. 1870, p. 311-313 (texte intégral).